# Leon Nikolajewitsch Schischkow
Leon Nikolajewitsch Schischkow (russisch Леон Николаевич Шишков; * 23. Februarjul. / 7. März 1830greg. in Speschnewo, Oblast Lipezk; † 31. Dezember 1907jul. / 13. Januar 1908greg.ebenda) war ein russischer Chemiker.
Er war zeitweise ein Assistent von Robert Bunsen in Heidelberg und Professor an der Artillerieschule in St. Petersburg, an der er auch studiert hatte (Abschluss 1851). An der Artillerieschule lehrte er 1860 bis 1865 und richtete dort 1861 ein für seine Zeit und das damalige Russland fortschrittliches Chemielabor ein. 1865 zog er sich aufs Land zurück.
Bunsen und Schischkow untersuchten als Erste die Rückstände bei der Explosion von Schießpulver genauer. Sie fanden zahlreiche Salze, die vorher noch nicht nachgewiesen und auch nicht erwartet worden waren. 1857 veröffentlichten sie ihren Aufsatz über die chemische Theorie des Schießpulvers, der auf diesem Gebiet eine Pionierarbeit darstellte.
Er studierte Knallsäure und ihre Salze und stellte einige Nitroverbindungen als Erster dar (wie Trinitromethan).

## Schriften
- R. Bunsen, L. Schischkoff: Chemische Theorie des Schießpulvers, Annalen der Physik und Chemie, Band 102, 1857, S. 21, doi:10.1002/andp.18571781102
- L. Schischkoff: Ueber das Knallquecksilber und die Constitution der Knallsäure, Liebigs Annalen der Chemie, Band 101, 1857, S. 213–217